# Казе Нуове (Болоња)
Казе Нуове (итал. Case Nuove) је насеље у Италији у округу Болоња, региону Емилија-Ромања.
Према процени из 2011. у насељу је живело 22 становника. Насеље се налази на надморској висини од 11 м.